# Petrocosmea
Petrocosmea es un género con cuatro especies de plantas herbáceas  perteneciente a la familia Gesneriaceae. Es originario del sureste de Asia. Comprende 36 especies descritas y de estas, solo 24 aceptadas.

## Descripción
Son hierbas perennifolias acaules . Las hojas son pecioladas y se presentan en una roseta basal; ; láminas ovadas a orbiculares, con el ápice obtuso agudo o redondeado y la base cuneada a cordada , rara vez peltada. La inflorescencia en cimas axilares laxas, con pocas a varias flores; bractéolas presentes. Los sépalos son libres, iguales o fusionados. Corola corta con cámara de aire , de cara plana , de color azul , morado o blanco ; en forma de tubo ancho, más corto que las extremidades , El fruto en una cápsula recta , ovoide u oblonga, dehiscente.

## Distribución y hábitat
Se distribuyen por India, sur de China (en Yunnan , Sichuan , Hubei , Shaanxi , Guizhou , Guangxi ), Birmania , Tailandia y sur de Vietnam. Se encuentra sobre las rocas y acantilados húmedos en la sombra de zonas forestales y sobre la línea de bosques, a una altitud de 500 - 3100 metros.

## Taxonomía
El género fue descrito por  Daniel Oliver y publicado en Genera et Species Gentianearum adjectis observationibus quibusdam phytogeographicis 200. 1839[1838].
Etimología
Petrocosmea nombre genérico que deriva del idioma griego πετρος,  petros = "roca , piedra" y κοσμος , κοσμεα , kosmos,  kosmea = "belleza , adornos, objetos de decoración"; que significa " el adorno de las rocas " .

## Especies aceptadas
A continuación se brinda un listado de las especies del género Petrocosmea aceptadas hasta abril de 2014, ordenadas alfabéticamente. Para cada una se indica el nombre binomial seguido del autor, abreviado según las convenciones y usos.
- Petrocosmea barbata Craib
- Petrocosmea begoniifolia C.Y. Wu ex H.W. Li
- Petrocosmea cavaleriei H. Lév.
- Petrocosmea coerulea C.Y. Wu ex W.T. Wang
- Petrocosmea confluens W.T. Wang
- Petrocosmea duclouxii Craib
- Petrocosmea flaccida Craib
- Petrocosmea forrestii Craib
- Petrocosmea funingensis Zhang, Pan, Meng, Li, Xu & Li[3]
- Petrocosmea grandiflora Hemsl.
- Petrocosmea grandifolia W.T. Wang
- Petrocosmea iodioides Hemsl.
- Petrocosmea kerrii Craib (including Petrocosmea wardii W.W. Sm.)
- Petrocosmea longipedicellata W.T. Wang
- Petrocosmea mairei H. Lév.
- Petrocosmea martini (H. Lév.) H. Lév.
- Petrocosmea menglianensis H.W. Li
- Petrocosmea minor Hemsl. (syn. Petrocosmea henryi Craib)
- Petrocosmea nervosa Craib
- Petrocosmea oblata Craib (including Petrocosmea latisepala W.T. Wang)
- Petrocosmea qinlingensis W.T. Wang
- Petrocosmea rosettifolia C.Y. Wu ex H.W. Li
- Petrocosmea sericea C.Y. Wu ex H.W. Li
- Petrocosmea sichuanensis Chun ex W.T. Wang
- Petrocosmea sinensis Oliv.